# Florestano Di Fausto
Florestano Di Fausto (* 16. Juli 1890 in Rocca Canterano; † 11. Januar 1965 in Rom) war ein italienischer Architekt und Politiker.

## Leben und Karriere
Di Fausto war ein führender italienischer Kolonialarchitekt der Zwischenkriegszeit. Er errichtete unter anderem das monumentale Arco dei Fileni an der Küstenstraße Via Balbia in Libyen an der Grenze der Landesteile Tripolitanien und Cyrenaika, das Hotel Grande Albergo delle Rose und die neugotische Verkündigungskathedrale von Rhodos (mit Rodolfo Petracco). Di Fausto suchte einen mittleren Weg zwischen Traditionalismus und Moderne, seine „mediterrane“ Architekturauffassung versuchte, Lokalkolorit mit Bezügen auf die Dominanz der Kolonialmacht zu verbinden.
Nach dem Zweiten Weltkrieg war Di Fausto unter anderem Abgeordneter der Democrazia Cristiana in der konstituierenden Nationalversammlung.